# Attestation scolaire de sécurité routière
Pour les articles homonymes, voir ASSR.
L’attestation scolaire de sécurité routière de premier niveau et l’attestation scolaire de sécurité routière de deuxième niveau (ASSR1 ou ASSR2), ou simplement l'attestation scolaire de sécurité routière (ASSR), est une certification française sanctionnant les connaissances élémentaires en sécurité routière et qui s'inscrit dans le continuum éducatif à la route. Elle fut instituée en 1977 et réformée en 1993,. Les deux niveaux de l'attestation font partie de l'enseignement scolaire obligatoire au collège.

## Généralités
Les élèves entrant en classe de sixième ont acquis à l'école primaire des connaissances et des comportements validés par l'Attestation de première éducation à la route (APER).
Au collège, l'éducation à la sécurité routière est finalisée par la préparation des deux attestations scolaires de sécurité routière (ASSR) de niveau 1 et 2.
L'ASSR 1 se passe au cours de l'année de cinquième, et l'ASSR 2 en classe de troisième. Elles font partie de l'enseignement obligatoire. Les épreuves se déroulent dans les collèges et une épreuve de rattrapage est organisée dans les lycées depuis 1993. 
Les deux niveaux de l'ASSR sont indépendants. Il n'est pas obligatoire d'avoir été reçu au premier niveau pour se présenter au second niveau. Posséder le second niveau ne donne pas le premier niveau et ne le remplace pas. L'ASSR de premier niveau constitue la partie théorique du brevet de sécurité routière.
En alternative à l'ASSR, l'ASR s'adresse à toute personne non scolarisée (sous statut d'apprenti, enfant instruit en famille, gens du voyage ou étranger non scolarisé) ne pouvant passer l'ASSR 1 et 2, ainsi que les étudiants ayant raté l'ASSR pendant leur scolarité et n'étant plus scolarisés. C'est une équivalence de l’ASSR 1 et ASSR 2. L'AER est équivalent à l'ASR et est destiné aux personnes ayant des déficiences visuelles.

## Attestation scolaire de sécurité routière de premier niveau
L'épreuve de l'ASSR de premier niveau est organisée :
- pour les classes de cinquième et de niveau correspondant ;
- pour les élèves d'autres classes qui atteignent l'âge de 14 ans au cours de l'année civile ;
- pour les élèves qui ont échoué précédemment.

L'ASSR 1 ou l'ASSR2 (pas les 2) est obligatoire pour l'obtention du permis AM (anciennement BSR).

## Attestation scolaire de sécurité routière de deuxième niveau
L'épreuve de l'ASSR de deuxième niveau est organisée :
- pour les classes de troisième et de niveau correspondant ;
- pour les élèves d'autres classes qui atteignent l'âge de 16 ans au cours de l'année civile ;
- pour des élèves âgés de plus de 16 ans, inscrits dans l'établissement scolaire ;
- pour les élèves qui ont échoué précédemment.

L'ASSR 2 obligatoire pour l'obtention du permis B depuis le 1er janvier 2014. Depuis le 30 janvier 2018 toutefois, une attestation sur l'honneur de son obtention est acceptée (publication au Journal officiel du 2 février 2018).
L'ASSR 2 est obligatoire pour l'obtention du premier titre de conduite (permis de conduire) des catégories A et A1 (motocyclette), B (et AAC) et B1 (permis quadricycle lourd à moteur). Donc si le candidat possède déjà un de ces permis alors il n'a plus besoin de son ASSR2 pour passer une autre catégorie.
Le site ministériel Éduscol propose des ressources pour se préparer à ces attestations. Il existe aussi une application nationale de préparation

## Examen
Chaque épreuve se présente sous la forme de 20 séquences vidéo illustrant un questionnaire à choix multiples (QCM) et nécessite d'obtenir au moins la note 10/20.
Elles se déroulent chaque année pendant le temps scolaire, au cours d'une période comprise entre janvier et mai (sauf GRETA et IME jusqu'en novembre pour l'ASSR).
Les élèves ayant obtenu au moins la note de 10/20 à l'épreuve se voient attribuer l'ASSR correspondante.
Un élève recalé à l'une ou l'autre des épreuves peut se présenter à une épreuve de rattrapage durant la même période. Il doit en faire la demande auprès du chef d'établissement. Une session de rattrapage est organisée au lycée. 

## Finalité
Les ASSR sont nécessaires pour s'inscrire à la formation pratique du BSR (catégorie AM du permis de conduire). 
Depuis 1988, il permet de conduire un cyclomoteur à deux ou trois roues, d'une cylindrée de 50 cm3 maximum (Puissance du moteur maximale de 4 kilowatts pour les véhicules électriques) et dont la vitesse maximale est de 45 km/h.

### Cadre réglementaire

#### Code de la route
- Code de la route Livre II - Titre 2 - Chapitre 1 - Section 1 Attestations et brevet de sécurité routière.

#### Attestations scolaires de sécurité routière de premier et de second niveau
- Arrêté du 25 mars 2007 relatif à l'organisation et à la délivrance des attestations scolaires de sécurité routière de premier et de second niveau, de l'attestation de sécurité routière et de l'attestation d'éducation à la route